# Aleuroplatus cockerelli
Aleuroplatus cockerelli là một loài côn trùng cánh nửa trong họ Aleyrodidae, phân họ Aleyrodinae.
Aleuroplatus cockerelli được von Ihering miêu tả khoa học đầu tiên năm 1897.